# السونيتات المقدسة

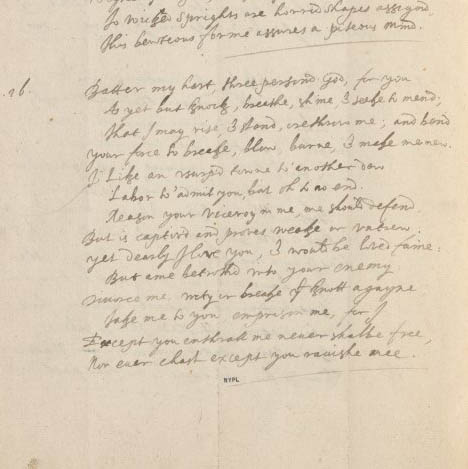
مسودة مكتوبة باليد للسونيتة الرابعة عشرة من السونيتات المقدسة، وتقول في مَطْلَعِهَا: "اسْحَقْ قلبي، أيها الرب ثُلَاثِيّ الشخصية". وهي مكتوبة على الأرجح بِيَد صديق دون: رولاند وُودْوُورد.

السُّونِيتَات المُقَدَّسَة (بالإنجليزية: Holy Sonnets)، والمعروفة أيضًا باسم التَّأَمُّلات الإلهية (بالإنجليزية: Divine Meditations) أو السونيتات الإلهية (بالإنجليزية: Divine Sonnets) هي سلسلة من تسع عشرة قصيدة كتبها الشاعر الإنجليزي جون دون (1572-1631م). ونُشِرَت السونيتات للمرة الأولى سنة 1633م، وذلك بعد عَامَيْن من وفاة دون. تَتِّبع القصائد بشكل عام أسلوب السونيتة الذي نصَّه الشاعر الإيطالي بِتْرَارْك (أو فرانشيسكو بتراركا) (1304-1374م)، وبِمُوجِبِه تتكون السونيتة الواحدة من مَقْطَعَيْن يتكون كل واحد منهما بدوره من أربعة أَسْطُر، بالإضافة إلى مقطع من ستة أسطر. وفي المقابل، اسْتُوحِيَت العديد من الأنماط الإيقاعية والهيكلية وكذلك تَضْمِين سَطْرَيْن إضافيين في نهاية القصيدة من أسلوب السونيتة الذي طَوَّرَه الشاعر وكاتب المسرح الإنجليزي وليم شكسبير (1564-1616م).
ساهمت أعمال دون -سواء قصائد الحب أو القصائد الدينية- في جَعْله شخصية أساسية بين الشعراء الميتافيزيقيين. ولم تُنْشَر القصائد التسعة عشر المُكَوِّنَة لهذه المجموعة الشعرية أبدًا خلال حياته على الرغم من أن الناس كانوا يتداولونها ويَنْسَخُونَهَا بالكتابة اليدوية. ويُعْتَقَد أن الكثير من القصائد كُتِب ما بين عَامَيْ 1906م و1910م، حيث كانت تلك فترة من المعاناة والنزاع الشخصي عند دون الذي كان يعاني صُعُوبَات جسدية وعاطفية ومادية خلال ذلك الوقت. كما شهد ذلك الوقت اضطرابًا دينيًّا عند دون إِثْر تحوله من الرومانية الكاثوليكية إلى الأنجليكية، وكان سيستلم رُتَبًا كهنوتية بالرغم من تردده العميق وشَكّه الكبير في نفسه فيما يتعلق بأن يصبح كاهنًا. ويُعْتَقَد بأن السونيتة السابعة عشرة (مَطْلَعُهَا: "منذ أن دَفَعَتْ التي أَحْبَبْتُهَا آخر ديونها") قد كُتِبَت سنة 1617م بعد وفاة زوجته آن مور. ويتناول دون في السونيتات المقدسة مواضيع دينية تتعلق بالأخلاق، والأحكام الإلهية، والحب الإلهي والتوبة، ذلك بينما تعكس هُمُومًا ومخاوف شخصية عميقة عند الشاعر.